# Lee (Schiff)
Die HMS Lee war ein Zerstörer der Royal Navy. Sie strandete 1909 in der Blacksod Bay und wurde vor Ort abgebrochen.

## Baugeschichte
Die Kiellegung der Lee erfolgte am 4. Januar 1898 in der Werft von William Doxford & Sons in Pallion, Sunderland und der Stapellauf am 27. Januar 1899. Die Indienststellung erfolgte erst im März 1901, da die vertraglich geforderte Geschwindigkeit von 30 kn nicht erreicht wurde. Es musste mehrfach an der Antriebsanlage nachgebessert werden.

## Maschinenanlage
Die Antriebsanlage der Lee bestand aus vier Thornycroft-Wasserrohrkesseln mit zwei Dreifach-Expansionsmaschinen, welche über zwei Antriebswellen die beiden Schrauben antrieben. Die Maschinen leisteten 6300 PS. Damit konnte eine Höchstgeschwindigkeit von 30 kn erreicht werden. Es konnten 95 t Kohle gebunkert werden, mit denen bei 11 kn eine Reichweite von 1615 sm erreicht werden konnte.

## Bewaffnung
Die Schiffsartillerie der Lee bestand aus einer QF 12 pounder 12 cwt naval gun, sechs Ordnance QF-6-Pfünder Hotchkiss, und zwei Torpedorohren für Torpedos mit 45 cm Durchmesser.

## Einsatzgeschichte
Die Lee wurde direkt nach Indienststellung der Medway Instructional Flotilla der Kanalflotte zugeteilt. Ihre aktive Dienstzeit und Abstellung in die Reserveflotte wechselten sich regelmäßig ab. Am 14. Juli 1907 kollidierte die Lee mit dem niederländischen Geschützten Kreuzer Hr. Ms. Friesland nahe Star Point im Distrikt South Hams. Die Lee schlug dabei Leck, konnte sich aber selber über Wasser halten. Am 5. Oktober 1909 lief das Schiff in der Blacksod Bay auf Grund und wurde dort abgebrochen.

## Klassifizierung
Zur Bauzeit der Lee wurden die Zerstörer nach ihrem Bauort und ihrer Geschwindigkeit klassifiziert. Die Lee gehörte somit zur Doxford-30-Knoten-Klasse. In einigen Publikationen spricht man auch von Violet-Klasse-Zerstörern. 1913 erfolgte zur Vereinheitlichung eine Reklassifizierung. Zerstörer mit drei Schornsteinen, 350 t Verdrängung und 30 kn Geschwindigkeit wurden als C-Klasse klassifiziert. Obwohl die Lee zu diesem Zeitpunkt nicht mehr existierte, wurde sie nachträglich ebenfalls in diese Klasse eingeteilt.